# Samuel Ferris
Samuel Ferris   (Irlanda del Nord, 29 d'agost de 1900 - Torquay, 21 de març de 1980) va ser un atleta nord-irlandès, especialista en curses de llarga distància, que va competir durant les dècades de 1920 i 1930.
Durant la seva carrera esportiva va disputar tres edicions dels Jocs Olímpics. El 1924, el 1928 i 1932. Sempre va disputar la marató i va obtenir el millor resultat als Jocs de Los Angeles, on va guanyar la medalla de plata. El 1924 fou cinquè i el 1928 vuitè en aquesta mateixa prova.
En el seu palmarès també destaca la medalla de plata en la marató de la primera edició dels Jocs de l'Imperi Britànic, el 1930.

## Millors marques
- Marató. 2h 31' 55" (1932)[1][2]